# Tuzla (districte)
|  | No s'ha de confondre amb Tuzla o Cantó de Tuzla. |

Tuzla és un districte d'Istanbul, Turquia, situat en la part anatòlica de la ciutat.

## Divisions administratives

### Mahalleler
Anadolu  ·  Aydınlı  ·  Aydıntepe  ·  Cami  ·  Evliya Çelebi  ·  Fatih  ·  Fırat  ·  İçmeler  ·  İstasyon  ·  Merkez  ·  Mescit  ·  Mimarsinan | Orta  ·  Postane  ·  Şifa  ·  Tepeören  ·  Yayla